# Edward Stamm
Edward Bronisław Stamm (ur. 10 marca 1886 w Tarnowie, zm. w listopadzie 1940) – polski nauczyciel gimnazjalny i naukowiec: filozof, logik, matematyk oraz historyk matematyki. Był jedną z niewielu postaci Polski międzywojennej, które publikowały prace na temat historii matematyki. Utrzymywał bliskie stosunki z Samuelem Dicksteinem. Był zwolennikiem języka latina sine flexione, w którym napisał część swoich prac oraz w którym prowadził korespondencję z Giuseppe Peanem, jego twórcą. Był synem Karoliny i Józefa Stamm C.K. urzędnika podatkowego w Nowym Targu.

## Publikacje
- Komunikacja radiotelegraficzna, Lwów 1924
- Miary długości w dawnej Polsce, Warszawa 1935